# الکان
الکان (به انگلیسی: Alcon) شرکت داروسازی و تجهیزات پزشکی آمریکایی-سوئیسی است، که در زمینه تولید تجهیزات چشم‌پزشکی و لنزهای چشم، داروسازی و داروشناسی، تجهیزات جراحی و پزشکی فعالیت می‌نماید.
شرکت الکان در سال ۱۹۴۵ توسط دو داروساز آمریکایی، بنام‌های رابرت الکساندر و ویلیام کانر در شهر فورت وورث، تگزاس راه‌اندازی شد. این شرکت در سال ۱۹۷۷ توسط شرکت سوئیسی نستله خریداری شد.
امروزه شرکت الکان دارای عملیات در بیش از ۷۵ کشور می‌باشد و تولیداتش را در ۱۸۰ کشور جهان عرضه می‌گردد. شرکت داروسازی نوارتیس در سال ۲۰۰۸ اقدام به خریداری ۲۵٪ درصد از سهام الکان از نستله نمود. در سال ۲۰۱۰ نیز نوارتیس ۵۲٪ دیگر از سهام الکان را به ارزش ۲۸٫۱ میلیارد دلار، از نستله خریداری کرد و در مجموع سهام خود در الکان را به ۷۷٪ افزایش داد.